# Santiago Bueno
Santiago Bueno (Montevideo, 9 november 1998) is een Uruguayaans voetballer die doorgaans speelt als centrale verdediger. In de zomer van 2023 verruilde hij Girona voor Wolverhampton Wanderers. Hij maakte in 2023 zijn debuut als international van het Uruguayaans voetbalelftal. Hij is de neef van Gonzalo Bueno.

## Clubcarrière

### FC Barcelona
Hij begon met voetballen bij Peñarol op zijn elfde en verliet zijn thuisland in januari 2017 om als 19-jarige aan de slag te gaan in de jeugdopleiding van FC Barcelona. Hij kwam in zijn eerste jaar niet aan de bak bij Barcelona B en werd in januari 2018 daarom verhuurd aan Peralada, uitkomend in de Segunda División B. Daar maakte hij op 28 januari zijn debuut tegen Elche. Op 24 maart scoorde hij tegen Atlético Baleares zijn eerste doelpunt in het profvoetbal. Ook in het seizoen 2018/19 kwam hij op huurbasis uit voor Peralada, waar hij in anderhalf jaar tot 41 wedstrijden en drie goals kwam.

### Girona
Op 19 augustus nam Girona Bueno transfervrij over van stadsgenoot Barcelona. Bueno tekende een contract voor vijf seizoenen bij de club, dat uitkwam in de Segunda División A. Hij maakte op 19 december in de Copa del Rey tegen Linares Deportivo zijn debuut. In de laatste speelronde tegen Alcorcón maakte hij ook zijn competitiedebuut. In zijn tweede seizoen was hij wel basisspeler en bereikte Girona de finale van de play-offs om promotie naar de Primera División. Daarin was Rayo Vallecano over twee wedstrijden te sterk. Wel kwam Bueno dat seizoen tot 43 wedstrijden en drie goals in alle competities.
In het seizoen 2021/22 bereikte Girona opnieuw de finale van de play-offs en ditmaal werd in de finale wel gewonnen van Tenerife. Bueno was basisspeler en miste geen minuut in de play-offs. Op 14 augustus 2022 maakte hij daarom zijn debuut in de Primera División tegen Valencia. De promovendus eindigde knap tiende en Bueno miste slechts vier competitiewedstrijden. In totaal speelde Bueno 120 wedstrijden voor Girona, waarin hij goed was voor vier goals en vijf assists.

### Wolverhampton Wanderers
Op 31 augustus 2023 werd Bueno gepresenteerd als nieuwe speler van Wolverhampton Wanderers, dat 12 miljoen euro voor hem over had. Hij tekende in Engeland voor vijf seizoenen. Op 26 september maakte hij in de EFL Cup tegen Ipswich Town zijn debuut voor de club. Op 27 november maakte hij ook zijn Premier League-debuut tegen Fulham. Vanaf maart 2024 was hij tot het einde van het seizoen basisspeler, nadat hij eerder dat seizoen voornamelijk op de bank had gezeten.
In de eerste seizoenshelft van 2024/25 speelde hij veel wedstrijden, doordat Wolves met Toti Gomes, Craig Dawson, Yerson Mosquera en Bastien Meupiyou veel centrale verdedigers had met langdurige blessures.

## Clubstatistieken
| Seizoen | Club                    | Competitie       | Competitie | Competitie | Beker | Beker | Overig | Overig | Totaal | Totaal |
| Seizoen | Club                    | Competitie       | Wed.       | Dlp.       | Wed.  | Dlp.  | Wed.   | Dlp.   | Wed.   | Dlp.   |
| ------- | ----------------------- | ---------------- | ---------- | ---------- | ----- | ----- | ------ | ------ | ------ | ------ |
| 2017/18 | FC Barcelona B          | Segunda División | 0          | 0          | —     | —     | —      | —      | 1      | 0      |
| 2017/18 | → Peralada              | Primera RFEF     | 12         | 1          | —     | —     | —      | —      | 12     | 1      |
| 2018/19 | → Peralada              | Primera RFEF     | 29         | 2          | —     | —     | —      | —      | 29     | 2      |
| 2019/20 | Girona                  | Segunda División | 1          | 0          | 1     | 0     | —      | —      | 2      | 0      |
| 2020/21 | Girona                  | Segunda División | 36         | 2          | 3     | 1     | 4      | 0      | 43     | 3      |
| 2021/22 | Girona                  | Segunda División | 31         | 1          | 4     | 0     | 4      | 0      | 39     | 1      |
| 2022/23 | Girona                  | Primera División | 34         | 0          | 2     | 0     | —      | —      | 36     | 0      |
| 2023/24 | Wolverhampton Wanderers | Premier League   | 12         | 0          | 5     | 0     | —      | —      | 17     | 0      |
| 2024/25 | Wolverhampton Wanderers | Premier League   | 13         | 0          | 2     | 0     | —      | —      | 15     | 0      |
| Totaal  | Totaal                  | Totaal           | 168        | 6          | 17    | 1     | 8      | 0      | 193    | 7      |

Bijgewerkt op 8 januari 2025.

## Interlandcarrière
Bueno speelde voor de jeugdelftallen van Uruguay onder 17, onder 20 en onder 23. Op 24 maart 2023 maakte Bueno in een oefeninterland tegen Japan zijn debuut voor Uruguay. Bueno werd niet opgenomen voor de selectie van Uruguay voor de Copa América 2024.
1 Sá ·
2 Doherty ·
3 Aït-Nouri ·
4 Bueno ·
6 Traoré ·
6 André ·
8 J. Gomes ·
9 Strand Larsen ·
11 Hwang ·
12 Cunha ·
14 Mosquera ·
15 Dawson ·
18 Kalajdžić ·
19 R. Gomes ·
20 Doyle ·
21 Sarabia ·
22 Semedo ·
24 T. Gomes ·
25 Bentley ·
27 Bellegarde ·
29 Guedes ·
30 González ·
31 Johnstone ·
33 Meupiyou ·
34 Djiga ·
37 Lima ·
39 Cundle ·
40 King ·
Coach: Pereira